# Aeropuerto Internacional de Spokane
El Aeropuerto Internacional de Spokane (en inglés, Spokane International Airport) (IATA: GEG, OACI: KGEG, FAA LID: GEG) es un aeropuerto comercial ubicado aproximadamente a 7 millas (11 km) al oeste-suroeste del centro de Spokane, Washington, Estados Unidos. Es el principal aeropuerto que presta servicio al interior del noroeste, que consta de 30 condados e incluye áreas como Spokane, Tri-Cities, ambas en el este de Washington, y Coeur d'Alene en el norte de Idaho. El código del aeropuerto, GEG, se deriva de su nombre anterior, Geiger Field, en honor al mayor Harold Geiger (1884-1927).
En 2015, el Aeropuerto Internacional de Spokane (GEG) se ubica en el puesto 70 entre los aeropuertos más transitados de los Estados Unidos en términos de embarques de pasajeros. Con un total de 4,112,784 pasajeros atendidos en 2019, es el segundo aeropuerto más transitado de Washington. GEG cuenta con seis aerolíneas con servicio directo a 15 aeropuertos en 13 mercados.
Está incluido en el Plan Nacional de Sistemas Aeroportuarios Integrados de la Administración Federal de Aviación (FAA) para 2017-2021, en el que se clasifica como una instalación de servicio comercial primario de pequeño centro.

## Aerolíneas y destinos

### Pasajeros
| Aerolíneas           | Destinos |
| -------------------- | --- |
| Alaska Airlines      | Boise, Los Ángeles, Orange County (inicia el 7 de enero de 2026), Portland (OR), San Diego, San Francisco, Seattle/Tacoma |
| Allegiant Air        | Las Vegas, Los Ángeles, Phoenix/Mesa                                                                                      |
| American Airlines    | Chicago–O'Hare, Dallas/Fort Worth, Phoenix–Sky Harbor                                                                     |
| Delta Air Lines      | Atlanta, Mineápolis/St. Paul, Salt Lake City, Seattle/Tacoma                                                              |
| Delta Connection     | Los Ángeles, Salt Lake City, Seattle/Tacoma                                                                               |
| Frontier Airlines    | Denver |
| Southwest Airlines   | Denver, Las Vegas, Oakland, Phoenix–Sky Harbor, Sacramento, San José (CA) Estacional: Chicago–Midway, Dallas–Love         |
| Sun Country Airlines | Estacional: Mineápolis/St. Paul                                                                                           |
| United Airlines      | Denver Estacional: Chicago–O'Hare                                                                                         |
| United Express       | Denver, San Francisco Estacional: Chicago–O'Hare                                                                          |

### Carga
| Aerolíneas          | Destinos                                                                                              |
| ------------------- | --- |
| AirPac Airlines     | Ellensburg, Grangeville, Lewiston, Seattle–Boeing                                                     |
| Amazon Air          | Lakeland                                                                                              |
| Ameriflight         | Ephrata, Lewiston, Portland (OR), Seattle–Boeing, Seattle/Tacoma, Tri-Cities (WA), Wenatchee, Yakima  |
| FedEx Express       | Indianápolis, La Grande, Lewiston, Memphis, Moses Lake, Pendleton, Tri-Cities (WA), Wenatchee, Yakima |
| UPS Airlines        | Dallas/Fort Worth, Des Moines, Louisville, Ontario, Portland (OR), Seattle–Boeing, Vancouver          |
| Western Air Express | Boise, Portland (OR)                                                                                  |

## Estadísticas

Diagrama de la terminales.

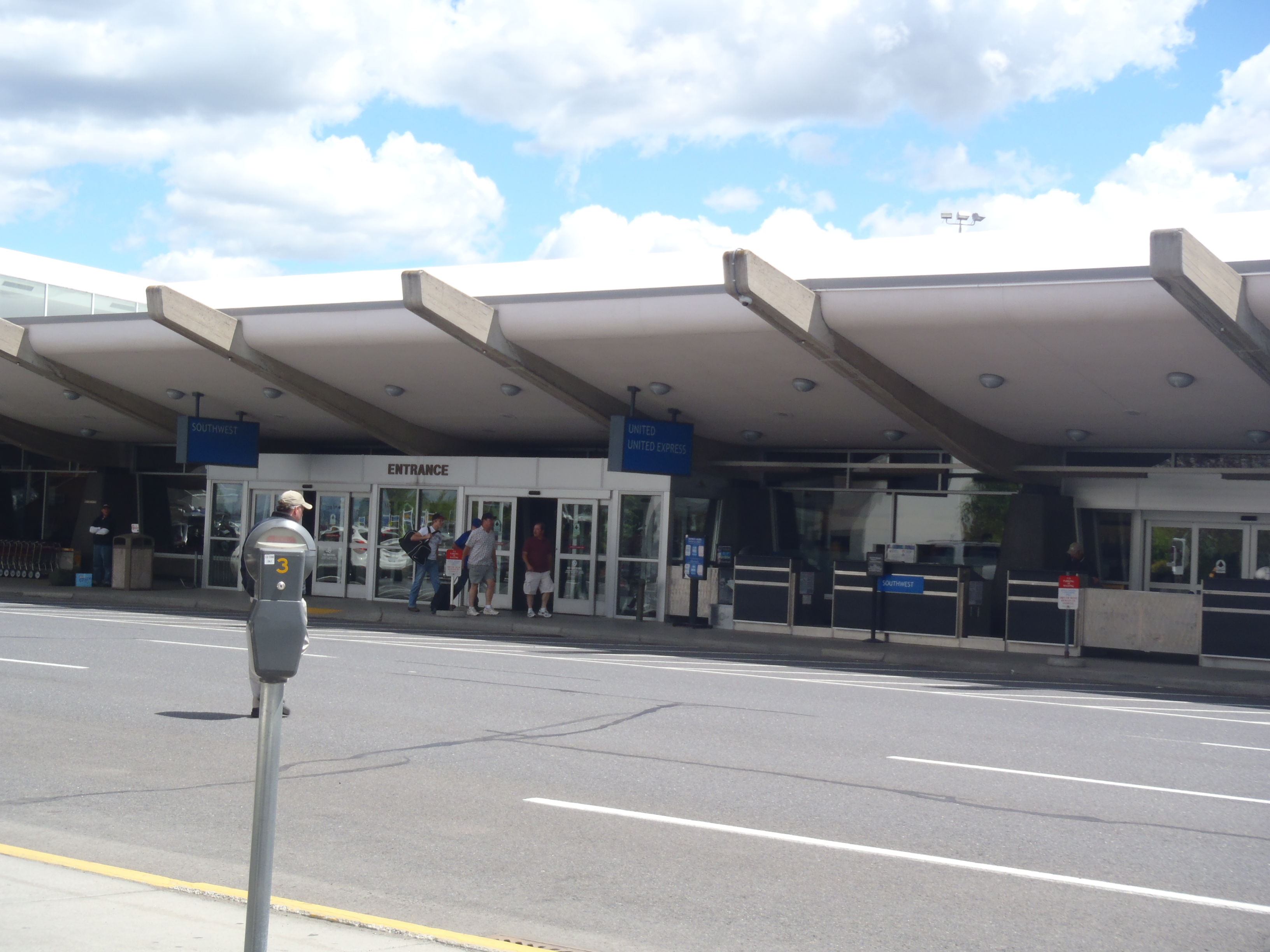
Entrada a las Salas A-B.

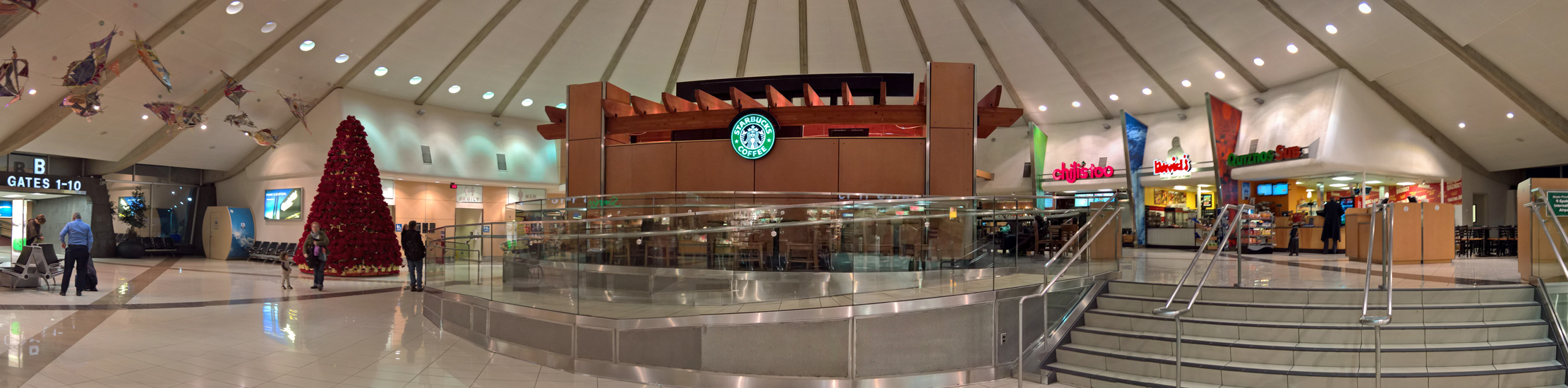
Rotonda en las Salas A-B.

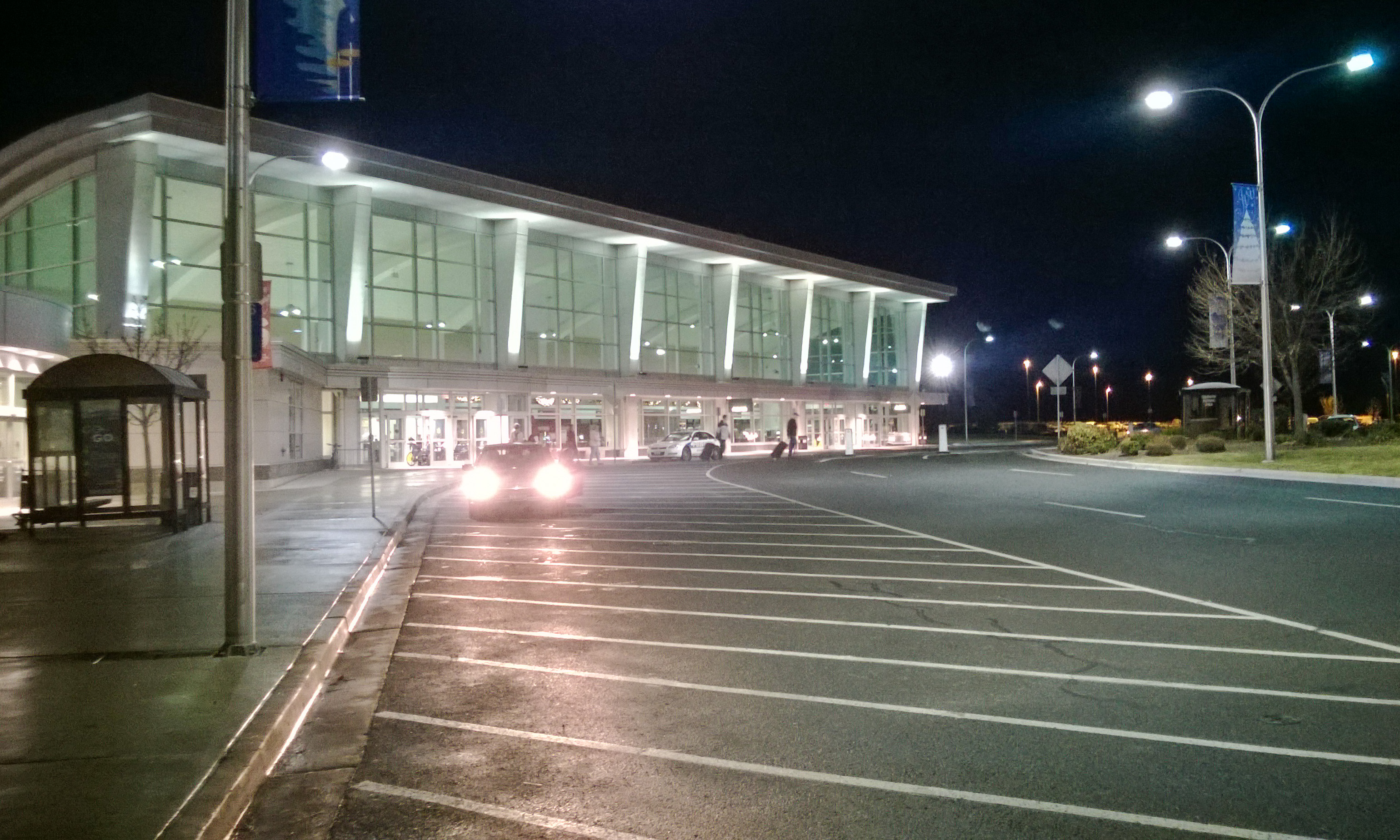
Sala C.

### Tráfico anual
Tráfico anual de pasajeros según lo informado por el Aeropuerto Internacional de Spokane (GEG).
| Año  | Pasajeros |  | Año  | Pasajeros |  | Año  | Pasajeros |  | Año  | Pasajeros |
| ---- | --------- |  | ---- | --------- |  | ---- | --------- |  | ---- | --------- |
| 1990 | 1,619,880 |  | 2000 | 3,068,890 |  | 2010 | 3,181,616 |  | 2020 | 1,955,538 |
| 1991 | 1,589,123 |  | 2001 | 2,880,186 |  | 2011 | 3,072,572 |  | 2021 | 3,280,062 |
| 1992 | 1,855,954 |  | 2002 | 2,745,788 |  | 2012 | 3,005,664 |  | 2022 | 3,920,972 |
| 1993 | 2,329,953 |  | 2003 | 2,789,505 |  | 2013 | 2,926,858 |  | 2023 | 4,131,266 |
| 1994 | 2,687,482 |  | 2004 | 3,059,667 |  | 2014 | 2,986,652 |  | 2024 | 4,264,875 |
| 1995 | 2,988,575 |  | 2005 | 3,197,440 |  | 2015 | 3,133,342 |  | 2025 |           |
| 1996 | 3,258,762 |  | 2006 | 3,224,423 |  | 2016 | 3,234,095 |  | 2026 |           |
| 1997 | 3,043,238 |  | 2007 | 3,471,901 |  | 2017 | 3,550,912 |  | 2027 |           |
| 1998 | 2,949,833 |  | 2008 | 3,422,110 |  | 2018 | 3,998,272 |  | 2028 |           |
| 1999 | 3,041,626 |  | 2009 | 3,055,081 |  | 2019 | 4,112,784 |  | 2029 |           |